# Selección de rugby league de Canadá
La Selección de rugby league de Canadá, conocida como Wolverines, es el representante de dicho país en los campeonatos oficiales.
Esta regulada por la Canada Rugby League.
Actualmente ocupa la posición 21° en el ranking mundial de la Rugby League International Federation.

## Participación en copas
| Rugby League XIII Copa del Mundo de Rugby League 1954 al 1995 : sin participación 2000 al 2021 : no clasificó Mundial de Naciones Emergentes 2000 : 5° puesto Americas Rugby League Championship 2016 : 2° puesto 2017 : 3° puesto Estados Unidos 2018 : 3° puesto Atlantic Cup Copa del Atlántico 2010 : 3° puesto | Rugby League IX Americas Rugby League Championship 2019 : 2° puesto |

## Palmarés
- Colonial Cup (2): 2014, 2015
- Caribbean Carnival Cup (4): 2011, 2012, 2013, 2014